# 動物園の一覧
動物園の一覧（どうぶつえんのいちらん）は、世界の代表的な動物園を国・地域ごとにまとめた一覧。現在は閉園となったものも含まれている。

## アイルランド
- ダブリン動物園
- フォタアイランド自然動物公園（英語版）
- ベルファスト動物園

## アゼルバイジャン
- バクー動物園（英語版）

## アフガニスタン
- カーブル動物園

## アメリカ合衆国
- サンディエゴ動物園
- サンディエゴ動物園サファリパーク
- チャールズパドック動物園
- フレズノチャフィー動物園
- ミッケグローブ動物園
- オレンジカウンティ動物園（オレンジ郡動物園）
- ビッグベアーアルパイン動物園（ムーンリッジアニマルパーク）
- セントラル・パーク動物園
- ディズニー・アニマル・キングダム
- リンカーン・パーク動物園
- リンカーン・チルドレンズ動物園（リンカーン子供動物園）
- ネイチャー・ボードウォーク・アット・リンカン・パーク動物園
- ファーム・イン・ザ動物園
- スペース・ファーム動物園
- ブロンクス動物園
- シンシナティ動物園
- デンバー動物園
- オークランド動物園
- サンフランシスコ動物園
- ワシントンパーク動物園
- バッファロー動物園
- セコイアパーク動物園（英語版）
- ロサンゼルス動物園（英語版）
- アラスカ動物園（英語版）
- アビリーン動物園（英語版）
- オースティン動物園
- コールドウェル動物園
- エルパソ動物園
- エレントラウト動物園
- キャメロン・パーク動物園
- フォートワース動物園
- フランクバック動物園
- ヒューストン動物園
- サンアントニオ動物園
- オーデュボン動物園
- ビンダーパーク動物園（英語版）
- クリーヴランド・メトロパーク動物園（英語版）
- コロンバス動物園（英語版）
- デトロイト動物園（英語版）
- フランクリンパーク動物園（英語版）
- ヒューストン動物園（英語版）
- インターナショナル・クレーン財団・動物園（英語版）
- カンザスシティ動物園（英語版）
- リトルロック動物園（英語版）
- モントゴメリー動物園（英語版）
- ナッシュビル動物園（英語版）
- オクラホマシティ動物園（英語版）
- ヘンリー・ドゥニー動物園＆水族館（英語版）
- オレゴン動物園（英語版）
- フィラデルフィア動物園（英語版）
- フェニックス動物園（英語版）
- プロスペクトパーク動物園（英語版）
- クイーンズ動物園（英語版）
- サクラメント動物園（英語版）
- サンタアナ動物園（英語版）
- サンタバーバラ動物園（英語版）
- ウッドランドパーク動物園（英語版）
- スタテンアイランド動物園（英語版）
- ヴァージニア動物園（英語版）
- アトランタ動物園（英語版）
- モンタナ動物園（英語版）
- トレド動物園（英語版）
- ブルックフィールド動物園（英語版）
- バトンウッドパーク動物園
- サウスウィックズ動物園
- キャップロン・パーク動物園
- ルパ動物園
- ストーン動物園
- ポイントデファイアンス動物園&水族館（英語版）
- アディロンダック動物園
- ロザモンドギフォード動物園
- セネカパーク動物園
- メスカー・パーク動物園
- ウティカ動物園
- トピカ動物園
- インディアナポリス動物園
- タルサ動物園
- ベルアイル動物園
- バーミンガム動物園
- センターヒル動物園
- ナショナル動物園
- シャイアンマウンテン動物園
- セントルイス動物園
- ブッシュガーデン動物園
- ポップコーンパーク動物園
- メンフィス動物園
- フォートウェイン子供動物園
- ケープ メイ カウンティ動物園
- マイアミ動物園（旧・マイアミ・メトロ動物園）
- ミネソタ動物園
- ホーグル動物園
- メリーランド動物園
- リバーバンクス動物園
- セディウィック郡動物園（セジウィック郡動物園）
- キャピタル・オブ・テキサス動物園
- シャルカローサワイルドライフランチ テキサス動物園
- グラディスポーター動物園
- ニカラグア国立動物園
- エルパソ動物園
- サンアントニオ動物園
- ミルウォーキー動物園
- アクロン動物園
- エリー動物園
- バトンルージュ動物園
- ハティスバーグ動物園
- ノースカロライナ動物園
- アロハ・サファリ動物園
- リンウッド・パーク動物園
- スミソニアン国立動物園
- アレクサンドリア動物公園
- メトロパークス動物園
- ディッカーソン・パーク動物園
- ルーズベルト・パーク動物園
- パームビーチ動物園
- リードパーク動物園
- ノックスビル動物園
- ピッツバーグ動物園
- スタテン島動物園
- レッド・リバー動物園
- メトロリッチモンド動物園
- フランク・バック動物園
- ブランク・パーク動物園
- タンパ･ローリーパーク動物園
- ナッシュビル動物園
- ジョン・ボール動物園
- ルイビル動物園
- スペリオル湖動物園
- ピオリア動物園
- フィリップスパーク動物園
- コズリー動物園
- ミラーパーク動物園
- スコービル動物園
- ナイアビ動物園
- ヘンソンロビンソン動物園
- メスカーパーク動物園
- コロンビアパーク動物園
- ニアビ動物園
- ポタワトミ動物園
- リー・リチャードソン動物園
- グリーンビル動物園
- ジャクソン動物園
- アビリーヌ動物園
- ヘンリー・ビラス動物園
- バージニア動物園
- プロミストランド動物園
- セジュィック･カウンティ動物園
- ハッチンソン動物園
- リトルリバー動物園
- アカディアナ動物園
- ターポンスプリングス動物園
- フォレストパーク動物園
- ブライツ動物園
- ハンバーガーズ動物園
- ヘブンズコーナー動物園
- ブレバード動物園
- ガルフブリーズ動物園
- ラウリー・パーク動物園
- ネイプルズ動物園
- ストーン動物園
- チャインカパ動物園
- グレートプレーンズ動物園
- リビング砂漠動物園
- シエゴデアビラ動物園
- ダコタ動物園
- ボイシ動物園
- マヤゲス動物園
- プエブロ動物園
- トライステート動物園
- ボイズィ動物園
- バインダー・パーク動物園
- ポッターパーク動物園
- チャタヌーガ動物園
- デヤング・ファミリー動物園
- グリフィスパーク動物園
- ワイルドライフ・ワールド動物園
- ワイルドウッド動物園
- カードウェル動物園
- ガーリン動物園(ガーリン・ズー・ワイルドライフ・パーク)
- ハッピーホローパーク＆動物園
- サマーフィールドファーム＆動物園
- アニマルワールド＆スネークファーム動物園
- ワイルドアクレスランチ&ペッティング動物園
- リビングデザート動物園&ガーデン
- ジャクソンヴィル動物園＆庭園
- ルイジアナ パーチェス庭園＆動物園（英語版）
- 南ネバダ動物植物公園
- セントラル・フロリダ動植物園
- セントオーガスティン・ワニファーム動物公園
- パナエワ熱帯雨林動物園
- ABQ バイオパーク動物園
- シャンバラ保護区
- カトクチン野生生物保護区
- フォルサムシティ動物園保護区
- 野生動物サンクチュアリ
- フラミンゴ庭園
- 大型類人猿センター
- 化石リムワイルドライフセンター
- アリゾナ・ソノラ砂漠博物館
- ブーンショフトディスカバリ博物館
- ミル・ マウンテン・ズー
- プランプトン・パーク・ズー
- リビング デザート ズー & ガーデンズ
- パロアルトジュニアミュージアムアンドズー
- ルーズベルト・パーク・ズー・オフィス
- フォルソム・シティ・ズー・サンクチュアリ
- ナショナルタイガーサンクチュアリ
- パナエワ・レインフォレスト・ズー・アンド・ガーデンズ
- マイアミ デイド ズーオロジカル パーク アンド ガーデンズ
- ザ・リビング・デザート・ズー・アンド・ガーデンズ
- ブッシュ・ガーデンズ・タンパ
- ライオン カントリー サファリ
- ハイ デルタ サファリパーク
- バージニアサファリパーク
- サファリ・ウェスト
- サファリファームペッティングズー
- マリブ・ワイン・サファリ
- ワイルドライフサファリ
- ワイルドアニマル・パーク
- ワイルドウィルダネスドライブ・スルー・サファリ
- ワイルドライフワールドズー＆アクアリウム
- ワイルドウッド・パーク
- ザ・ワイルズ
- リー・Ｇ・シモンズ・コンサベーション・パーク・アンド・ワイルドライフ・サファリ（ワイルドサファリ）
- ビッグジョエルサファリペッティング動物園＆教育公園
- ケープメイカウンティパーク＆動物園（ケープメイカウンティ動物園）
- シモンズ保護公園野生動物サファリ
- アフリカンサファリ野生動物公園
- ホモサッサ・スプリングス州野生動物公園
- アウト・オブ・アフリカ・ワイルドライフ・パーク（アリゾナアフリカ野生動物公園）
- アラスカ・ワイルドライフ・コンサベーション・センター（アラスカ野生生物保護センター）
- ドラムリンファーム
- グレートアドベンチャーズ
- ナチュラルブリッジワイルドライフランチ
- ズータスティック・パーク
- トレゲンボ・アニマル・パーク
- ブラックパイン・アニマルパーク
- アニマル・アドベンチャー・パーク
- シルバン・ハイツ・バード・パーク
- ソールズベリー・ズーロジカル・パーク
- レイク・トビアス・ワイルドライフ・パーク
- アウト・オブ・アフリカ・ワイルドライフ ・パーク
- タンガニーカ・ワイルドライフ・パーク
- フォッシル・リム・ワイルドライフ・センター
- アイクマン・ワイルドライフ・アドベンチャー
- アニマル・パーク・アット・ザ・コンサーベーターズ・センター
- アニマルエドベンチャーズサンクチュアリ
- ローズインターナショナルエキゾチックネコサンクチュアリ
- ザ・メリーランド・ズー・イン・ボルチモア
- シックス・フラッグ・ディスカバリー・キングドム
- シダー・コーブ・フェライン・コンサベーション & エデュケーション・センター
- グローバルワイルドライフ・センター
- バーミンガム・ネイチャー・センター
- エンデンジャード・ウルフ・センター
- ホワイトオーク保全センター
- エバーグレーズホリデーパーク
- クロコダイルの惑星
- ゲーターランド
- アルパカ牧場
- バッファロー牧場
- エキゾチック動物牧場
- ホワイト・ポスト・ファーム
- ブッシュガーデン
- イッツアズーライフ
- プロジェクト・サバイバル・キャット・ヘイブン
- ビッグ キャット レスキュー
- タイガーワールド
- ベアカントリーUSA
- ビッグベアシティ
- ウルフパーク
- モンキージャングル

## アラブ首長国連邦
- アル・アイン動物園（英語版）
- エミレーツパーク動物園
- ドバイ動物園（英語版）
- ドバイ・サファリ
- アラビア・ワイルドライフ・パーク（アラビア野生動物公園）
- アルアリーン野生動物公園

## アルゼンチン
- ブエノスアイレス市立動物園（英語版）（ルジャン動物園）
- ルハン動物園
- メンドーサ動物園
- テマイケン野生動物公園

## アルバニア
- ティラナ動物園（英語版）

## アルメニア
- エレバン動物園（英語版）

## イギリス
- ロンドン動物園
- ウエストミッドランド・サファリパーク
- アラメダ野生生物保護公園
- ヨークシャー野生動物公園
- ホィップスネイド野生動物園
- ハイランド野生動物公園
- ハウレッツ野生動物園
- ポートリム野生動物園
- ポートラインプネ野生動物園
- トワイクロス動物園（英語版）
- ブラックプール動物園（英語版）
- アマゾンワールド動物園（英語版）
- フラミンゴランド・リゾート（英語版）（フラミンゴ・パーク）
- モンキーワールド動物園（英語版）
- チェスター動物園（英語版）
- コルチェスター動物園
- バナム動物園
- ブリストル動物園
- ペイントン動物園
- チェシントン動物園
- マーウェル動物園
- ハウレッツ動物園
- ジャージー動物園
- ウィップスネード動物園
- ウエルッシュマウンテン動物園
- ダドリー動物園
- エディンバラ動物園
- ダートムーア動物園
- ベルファスト動物園
- サウスレイクスサファリ動物園
- ハマートン動物園
- トロピカリア動物園
- カンブリア動物園
- カークリーホール動物園
- バージニア動物園
- スリムブリッジ水禽園
- ダレル野生動物保護センター
- 猛禽類国際センター
- ソワビーホール＆ガーデンズ動物園
- ハウレッツワイルドアニマルパーク
- パラダイス・ワイルドライフ・パーク
- ハイランド・ワイルドライフ・パーク
- リンカンシャー・ワイルドライフ・パーク
- チェシントン・ ワールド・オブ・アドベンチャーズ
- コッツウォルド・ワイルドライフ・パーク&ガーデン
- ウォバーン・サファリ・パーク
- ロングリート・サファリパーク
- ノーズリーサファリパーク
- ドレイトン・マナー・パーク
- ポートリンプネホテルアンドリザーブ
- ポート・ラインプネ・サファリパーク
- ワイルドヘリテージファウンデーション
- ピリパラスネイチャーワールド
- ローアーズ・ズーファリ

## イスラエル
- チルドレン動物園（英語版）
- ティッシュ・ファミリー動物園（聖書動物園）
- エルサレム動物園
- ペタティクヴァ動物園
- ネッジバ動物園
- ハイファ教育動物園
- ラマトガン動物園
- ラマトガン・サファリパーク
- ガンガルーオーストラリアンパーク
- モンキーフォレストYodfat
- アラバアンテロープランチ
- ズーロジカルセンター
- ヘイパークキルヤットモツキン
- ナハリヤ植物園＆動物園

## イタリア
- ボルゲーゼ公園
- ピストイア動物園
- ローマ動物園
- ナポリ動物園
- マイティーヌ動物園（Zoo Delle Maitine）
- ヴィッラ・パッラヴィチーノ動物公園
- チェルヴィア自然公園
- サファリパーク（イタリア）
- ファザーノ・サファリ
- パルコ・ナトゥーラ・ヴィーヴァ
- パルコ ズー プンタ ヴェルデ
- レ・コルネッレ
- ズーム・トリノ
- ビオパルコ

## イラク
- バグダッド動物園（英語版）
- アルザウラ動物園
- ムムターズ・ヌール動物園

## インド
- インド国立動物園
- インディ・ガンジー動物公園（英語版）
- ネール動物公園（英語版）
- マイソール動物園
- アッサム州立動物園
- ナンダンカナン動物園
- サッカーバーグ動物園
- ティルヴァナンタプラム動物園
- トリバンドラム 動物園
- ダージリン動物園
- ヒマーラヤ動物園
- アリポーア動物園
- アリポール動物園
- コルカタ動物園
- ボンベイ動物園
- ナイニタール動物園
- ラクナウ動物園
- グワハティ動物園
- ムンバイ動物園
- ウダイプル動物園
- ヴァンダルール動物園
- ナーグプル動物園
- サヤジ庭園動物園
- バネルガッタ動物園
- チャットビル動物園
- ジャイプル動物園
- パティアーラー動物園
- ルディヤーナー動物園
- デヘラードゥーン動物園
- アレン・フォレスト・動物園
- カムラ・ネール動物公園
- アンナ・アリグナル動物公園
- サジャンガル自然動物公園（サジャンガル生物公園）
- パッドマジャ・ナイドゥ・ヒマラヤン動物公園
- マハラジャ・ジャングル・トレック
- エレファントビレッジ
- エレファントビレッジジャイプール
- ディアー・パーク
- マキアバイオロジカルパーク
- バナルガッタ・ナショナル・パーク
- ネイルーズーロジカル パーク
- ナショナル・ズーロジカル・パーク（デリー動物園）
- アリニャー・アンナ・ズーロジカル・パーク
- ベンガルサファリパーク
- ジャングルサファリパークウダイプール

## インドネシア
- スラバヤ動物園
- ラグナン動物園（英語版）
- グンビラ・ロカ動物園
- バリ動物園
- タル・ジュラグ動物園
- メダン動物園
- バンドン動物園
- シンカ動物園
- ブキッティンギ動物園
- ペマタンシャンタル動物公園
- 象保護センター
- エレファント・サファリパーク
- ロッカウィワイルドライフパーク
- バリバード・パーク
- バトゥ シークレット ズー
- バリサファリ＆マリンパーク
- アニマルガーデン＆パークセルガイ
- タマンサファリ・インドネシア（タマンサファリ動物園）

## ウクライナ
- キエフ動物園（英語版）
- オデッサ動物園（英語版）
- ムィコラーイウ動物園
- ハリコフ動物園
- リヴネ動物園
- ニコラエフ動物園
- ルーツク動物園
- エクゾランド動物園
- チェルカースィ動物園
- ヴィーンヌィツャ動物園
- アスカニヤ・ノバ自然保護区動物公園（アスカニヤノヴァ動物園）
- サファリ動物園
- タイガン・サファリパーク
- ハッピー動物公園
- スカズカ
- フェルドマン・エコパーク

## ウズベキスタン
- タシュケント動物園

## ウルグアイ
- ワシントン動物園ロドリゲス
- 動物園・デ・ラ・シウダーデサルト
- ヴィラドロレス
- パークルコック
- パルケ・レコク

## エジプト
- ギーザ動物園
- アレクサンドリア動物園（英語版）
- ラファ動物園
- アフリカサファリパーク

## エストニア
- タリン動物園

## エルサルバドル
- エルサルバドル国立動物園
- サン・サルバドール動物園

## オーストラリア
- オーストラリア動物園
- タロンガ動物園
- メルボルン動物園
- アデレード動物園
- モナートサファリパーク
- ウェリビーオープンレンジ動物園(ウェロビー・オープン・レンジ・ズー)
- パース動物園
- ウエスタンプレインズ動物園
- モゴ動物園
- アデレード動物園（英語版）
- レインフォレスト・ハビタット動物園
- ウエスタンプレインズ動物園
- ワイルドライフ・シドニー動物園
- キャンベラ爬虫類園
- オーストラリア爬虫類公園
- クリーランド自然保護公園
- ヒールズビル自然動物園
- ボノロング野生動物園
- ハンターバレー動物園
- ショールヘイブン動物園
- ダーリンダウンズ動物園
- タスマニア動物園
- ケアンズトロピカルズー
- ケアンズズーム＆ワイルドライフドーム
- コアラパーク・サンクチュアリ
- キュランダコアラガーデンズ
- ローンパイン・コアラ・サンクチュアリ
- コーハーヌ・コアラ・パーク(コフヌ・コアラパーク)
- ケアンズ・クロコダイルファーム
- ハートリースクロコダイルアドベンチャーズ
- クロコサウルスコーブ
- クロコディラスパーク
- マカダミア・キャッスル
- ドリームワールド
- ビラボン・サンクチュアリ
- カランビン・ワイルドライフ・サンクチュアリ（英語版）
- ワイルドライフ・シドニー（英語版）
- アリス・スプリングス・デザート・パーク
- アリス・スプリングス爬虫類センター
- ディンゴ・ディスカバリー・リサーチ・センター
- フェザーデール・ワイルドライフ・パーク
- クレランド・ワイルドライフ・パーク
- ズードゥー・ワイルドライフ・パーク
- パルデイナ・ワイルドライフ・パーク
- カバシャム・ワイルドライフ・パーク
- ウェイブ・ロック・ワイルドライフ・パーク
- テリトリー・ワイルドライフ・パーク
- デビッド・フレイ・ワイルドライフパーク
- トロワナ・ワイルドライフパーク
- シンビオ・ワイルドライフ・パーク
- オーストラリア・レプタイル・パーク
- ワイルドライフハビタット・ポートダグラス
- アフリカンライオンサファリ

## オーストリア
- アルペン動物園
- シェーンブルン動物園
- ザルツブルク動物園
- リンツ動物園
- シュミーディング動物園
- エープサー・ラリテーテン動物園
- カメルテアター・ケルンホーフ・ヴァイサー動物園
- ラインツ動物公園
- ステップ動物公園
- フェルトキルヒ野生動物公園
- アウラッハ野生動物公園
- 動物公園都市ハーグ
- 野生動物ヘルベルシュタイン
- ビルドパーク
- アッフェンベルク・サレム

## オランダ
- アウエハンツ動物園
- アームスロード動物園
- アーメルスフォールト動物園
- アルティス動物園
- アウエハンツ動物園
- ワイルドランド エメン動物園
- ガイア動物園
- ヌエーネン動物園
- バーガーズ動物園
- ブルガー動物園
- ブルゲルス動物園
- ロッテルダム・ブライドルプ動物園（ブライドープ動物園）
- ロイヤルバーガーズ動物園
- オーウェハンズ動物園
- オーフェルローン動物園
- ディーレンライク・ヨーロッパ動物園
- フリースラント・アクア動物園
- アーペンヒュール（英語版）
- セルポ爬虫類動物園
- ラクダファーム
- ベークセベルゲン・サファリパーク

## ガイアナ
- ガイアナ動物園（英語版）
- アニマルファーム動物園

## カザフスタン
- アルマトイ動物園
- カラガンダ動物園
- シムケント動物園（英語版）
- チャリヤビン動物園

## カナダ
- アフリカン・ライオン・サファリ（英語版）
- ブリティッシュ・コロンビア自然動物公園（英語版）
- カルガリー動物園（英語版）
- トロント動物園
- アシニボインパーク動物園（アシニボイン動物園・アスネボイネパーク動物園）
- エドモントン・バレー動物園
- グランビー動物園
- ウェストマン爬虫類園
- リトルレイ爬虫類動物園
- インディアンリバー爬虫類動物園
- サンフェリシアン原生動物園
- マグネチック動物園
- オークローン・ファーム動物園
- パパナックパーク動物園
- ボーマンビル動物園
- サンテドアール動物園（サンエドゥアール動物園)
- グレイター・バンクーバー動物園
- プライベート動物園
- ハイパーク動物園
- キルマン動物園
- スプリングバンクパーク動物園
- エルムヴェールジャングル動物園
- 鳥の王国
- マリンランド
- オメガパーク
- パルクサファリ
- サファリナイアガラ
- エルムバレジャングルズー
- リバービューパーク＆ズー
- リバーデールファーム
- モントリオール・バイオドーム
- ハート・トレイル
- ミネドーサ・バイソン・パーク
- ジャングルキャットワールド・ワイルドライフパーク

## カメルーン
- ムヴォク・ベツイ動物園

## 韓国
- 全州動物園
- 清州動物園
- 晋陽湖動物園
- 京城李王職昌慶苑動物園
- ソウル大公園
- ソウル子供大公園
- 南部丘陵公園小動物園
- エバーランド
- 象ランド
- オーワールド
- サムジョン・ザ・パーク
- ハンファ・アクアプラネット

## カンボジア
- アンコール動物園
- タックチュー動物園
- テクチュン動物園
- タマウ動物園
- プノン・タマオ動物園
- タマオ・ワイルドライフアライアンス自然動物公園
- クロコダイルファーム
- コッコンサファリワールド
- サファリワールド・プノンペン

## 北朝鮮
- 朝鮮中央動物園

## ギニアビサウ
- ビザウ動物園

## キプロス
- キプロス動物園
- パフォス動物園

## キューバ
- キューバ国立動物園

- ブラインドアビラ動物園
- ハバナ動物園

## ギリシャ
- アテネ動物公園（英語版）

## グアテマラ
- ラ・アウロラ動物園

## クウェート
- クウェート動物園（英語版）

## クリミア半島
- サファリパーク・タイガン（ライオンズパークタイガン)
- トロピックパーク

## クロアチア
- ザグレブ動物園（英語版）

## コスタリカ
- シモン・ボリバル動物園
- アフリカ ミア

## コロンビア
- カリ動物園（英語版）
- サンタフェ動物園(メデジン動物園)
- リバーバンクス動植物園
- シーライオンランディング
- エディストアイランドサーペンタリウム
- バイオパーク・ウクマリ

## コートジボワール
- アビジャン動物園

## サイパン島
- サイパン動物園

## ジョージア
- トビリシ動物園

## シンガポール
- シンガポール動物園
- ナイトサファリ
- バード・パラダイス
- リバー・ワンダーズ
- ワイルドライフ・リザーブ・シンガポール
- ジュロン・バードパーク（閉鎖）
- シンガポール・クロコダイル・ファーム（閉鎖）

## スイス
- キンダーツォー(クニーキンダー動物園)
- バーゼル動物園（英語版）
- キンダーガーデン動物園
- チューリッヒ動物園
- スティアパーク動物園
- デールヘルツリ動物公園
- セルヴィオン動物園
- ヴァルター動物園
- ローザンヌ動物園
- プレットリ動物園
- マレコット動物園
- アースゴルダウ動物園
- アレーチ動物園
- ビール動物園
- トシューク動物園
- ライナハ動物園
- ヴァルダウ動物園
- ヴァルトマッテン動物園
- ランゲンタール動物園
- ケーニヒスフェルデン動物園
- シュトライヘル動物園
- イム・ブルクフェルダーホーフ動物園
- バート・ツルツァッハ動物園
- ドッペルマイヤー動物園
- ボワデュプティシャトー動物園
- ツァック動物園
- サービス動物園
- パピリオラマ熱帯園
- ラッパースヴィール クニー・こども動物園
- アーベントイアーラント・ヴァルター動物園
- プフレーゲハイム・ヨイス動物園
- ゴルドー・ランドスケープ動物公園
- ティアパルク・ベルン・デールヘルツリ(ベルン動物公園)
- ベーレンパルク(熊公園)
- ハルツーム動物園
- アルプス野生動物園
- トロピクアリウム
- ファルコネリア
- ヴィルドニスパーク・チューリッヒ
- ワイルドパーク・ブルーダーハウス
- ワイルドライフパークピーターアンドポール
- ナトゥーア・ウント・ティアーパーク・ゴールダウ
- ランゲ・エアレン / エアレン＝フェライン・バーゼル動物園
- チューリッヒウィルダネスパーク(野生動物公園)
- ヴィルドニスパルク・チューリッヒ・ランゲンベルク(野生動物公園)
- ランゲンバーグワイルドライフパーク(ランゲンベルク野生動物園)
- Zoo de servion
- Zoo Et Piscine des Marecottes

## スウェーデン
- コールモーデン動物園（英語版、スウェーデン語版）
- ポーラーワールド動物園
- パルケン動物園
- コルマンデー動物園
- ノルデンスアーク動物園
- フルヴィック動物園
- ボロース動物園(ボラス動物園)
- オーシャ肉食動物園
- オッシャ・ベアパーク
- エルクパーク
- ヘラジカパーク
- ムース・ガーデン
- スカンセン

## スペイン
- バルセロナ動物園
- マドリッド動物園（英語版）
- フエンヒローラ生物園
- ヘレス動物園
- ファウニア動物園
- パルミートス公園
- ロロパーク
- ロロパルケ
- ビオパーク バレンシア
- リオサファリエルチェ
- カバルセノ自然公園
- テラ・ナチュラ
- ムンドパーク

## スリナム
- パラマリボ動物園

## スリランカ
- スリランカ国立動物園
- デヒワラ動物園
- ピンナワラオープン動物園
- ピンナワラのゾウの孤児園
- リディヤガマ サファリパーク

## スロバキア
- スロバキア動物園
- コシツェ動物園（英語版）
- ブラチスラヴァ動物園（英語版）

## スロベニア
- リュブリャナ動物園

## セネガル
- ダカール動物園

## セルビア
- ベオグラード動物園（英語版）
- パリック動物園

## タイ
- サファリワールド（英語版）
- サファリ・パーク・オープン・ズー＆キャンプ（サファリパークオープン動物園）
- チェンマイ動物園
- チェンマイ・ナイトサファリ動物園（英語版）
- カオキアウ開放動物園（カオキアウ動物園）
- カオ・キャオ 動物園
- ナコーンラーチャシーマー動物園（ナコンチャツシマー国立動物園）
- ドゥシット動物園（英語版）
- パタ動物園
- プーケット動物園
- ボナンザ動物園
- ラオ動物園
- ロッブリー動物園
- ソンクラー動物園
- サイアム昆虫動物園
- ホアヒンサファリ＆アドベンチャーパーク
- サンプラーン エレファントグランド＆ズー
- カオキアオオープン ズー
- アルパカヒル
- メーサー・エレファント・キャンプ
- アユタヤエレファントパレス＆ロイヤルクラール
- タイガーパーク
- シーラチャ・タイガー・ズー
- タイガーキングダム プーケット
- サムットプラカーン クロコダイルファーム＆ズー
- ミリオン・イヤーズ・ストーン・パーク＆パタヤ・クロコダイル・ファーム
- シーアユタヤ ライオン パーク

## 台湾
- 台北市立動物園[1]
- 国立鳳凰谷鳥園[1]
- 高雄市政府観光局（寿山動物園）[1]
- 新竹市立動物園[1]
- 頑皮世界野生動物園[1]
- 財団法人私立海洋動物園教育基金会附設 私立海洋動物園(野柳海洋世界)[1]
- 台湾省雉類動物保育協会[1]
- 財団法人荘福文教基金会附設六福村野生動物園[1]
- 新光兆豊（股）公司花蓮農牧場[1]
- 南元休間農場[1]
- 財団法人私立遠雄海洋動物園[1]
- 国立海洋生物博物館[1]
- 国立自然科学博物館[1]
- 海景世界企業股份有限公司[1]
- 屏東科技大学保育類野生動物収容中心[1]
- 行政院農業委員会特有生物研究保育中心[1]
- 六福村主題遊楽園[1](六福村野生動物公園)

## 中国
- 黒竜江省
  - ハルビン北方森林動物園[2]
  - 双鴨山市北秀公園[2]
  - チャムス市水源山公園[2]
  - チチハル竜沙動植物園有限公司[2]
  - 鶏西市動植物園[2]
  - 東北林業大学野生動物資源学院[2]
  - 黒竜江東北虎林園[2]
  - 黒竜江ジャロン国家級自然保護区管理局[2]
- 吉林省
  - 長春市動植物公園[2]
  - 吉林市江南公園[2]
  - 延吉市人民公園[2]
  - 吉林省東北虎園有限公司[2]
- 遼寧省
  - 瀋陽森林動物園管理有限公司[2]
  - 盤錦市園林管理処動物園[2]
  - 大連森林動物園[2]
  - 本渓市動植物園[2]
  - 鞍山市動物園[2]
  - 丹東市公園管理処[2]
  - 撫順市労働公園[2]
  - 錦州市園林処動物園[2]
  - 大連老虎灘海洋公園[2]
  - 阜新市人民公園[2]
- 北京市
  - 北京動物園[2]
  - 北京緑野晴川動物園有限公司[2]
  - 北京野生動物園[2]
- 天津市
  - 天津市動物園[2]
  - 天津塘沽河浜公園[2]
  - 天津福徳動物園管理有限公司[2]
- 河北省
  - 石家荘市動物園[2]
  - 保定市動物園[2]
  - 邢台市動物園[2]
  - 邯鄲市叢台公園[2]
  - 秦皇島野生動物園[2]
  - 唐山市大城山公園[2]
  - 滄州動物園[2]
  - 衡水市中華公園[2]
  - 唐山動物園[2]
- 内モンゴル自治区
  - フフホト市動物園[2]
  - 包頭労働公園[2]
  - 通遼市園林管理処シラムレン公園[2]
  - オルドス市隆勝野生動物園有限責任公司[2]
  - 赤峰市紅山区橋北動物園[2]
- 山西省
  - 太原動物園[2]
  - 大同公園動物園[2]
  - 臨汾市人民公園（動物園）[2]
  - 長治市人民公園[2]
  - 運城市人民公園[2]
  - 陽泉市園林管理局南山公園管理処[2]
- 上海市
  - 上海動物園[2]
  - 上海野生動物園[2]
  - 上海和平公園経営管理有限公司[2]
- 済南市
  - 済南市動物園
  - 済南野生動物世界
- 重慶市
  - 重慶動物園
  - 重慶市渝北区野生動物園
  - 西部熱帯動物園
- 南京市
  - 紅山森林動物園
  - 南京金牛湖野生動物王国
- 長沙市
  - 長沙生態動物園
- 山東省
  - 済南動物園管理処[2]
  - 済南野生動物世界有限公司[2]（月）
  - 青島市動物園管理処[2]
  - 済寧市動植物園[2]
  - 鄒城動物園[2]
  - 棗荘市人民公園[2]
  - 煙台市園林管理処南山公園[2]
  - 淄博動物園管理弁公室[2]
  - 山東省栄成市西霞口動物園[2]（栄成西露口動物園）
  - 臨沂動植物園[2]
  - 濰坊金宝動物園有限公司[2]
  - 青島森林野生動物世界公園有限公司[2]
  - 東営黄河三角洲動物楽園管理有限責任公司[2]
  - 蓬萊区黄金河動物園[2]
  - 威海市劉公島国家森林公園管理処[2]
  - 山東畜牧獣医職業学院[2]
- 江蘇省
  - 南京市紅山森林動物園[2]
  - 南京金牛湖野生動物園
  - 淮安市動物園[2]
  - 無錫市動物園管理処[2]
  - 蘇州市動物園[2]
  - 徐州市彭祖園管理処動物園[2]
  - 連雲港市新浦公園[2]
  - 揚州動物園[2]
  - 泰州市動物園[2]
  - 鎮江市伯先公園動物園[2]
  - 塩城市人民公園[2]
  - 虞山動物園[2]
  - 常州淹城動物園
  - 江蘇省崑山市亭林園動物園[2]
  - 如皋市人民公園[2]
  - 江蘇淹城野生動物世界有限公司[2]
  - 江蘇塩城国家級珍禽自然保護区[2]
  - 江蘇溱湖動物園有限公司[2]
  - 南通濠河旅游園景建設有限公司[2]
  - 徐州鳥悦園生態有限公司[2]
- 安徽省
  - 合肥野生動物園[2]
  - 淮北市動物園[2]
  - 安慶市動物園[2]
  - 馬鞍山市雨山湖公園[2]
  - 淮南市龍湖公園動物園[2]
  - 蕪湖城市園林集団有限公司[2]
  - 阜陽生態園[2]
  - 潁上県八里河風景区管委会[2]
  - 潁上県迪溝生態園[2]
  - 銅陵市動物園[2]
  - 安徽省池洲市斉山動物園[2]
- 浙江省
  - 杭州動物園[2]
  - 温州動物園[2]
  - 寧波雅戈爾動物園有限公司[2]
  - 臨平公園[2]
  - 杭州野生動物世界有限公司[2]
  - 安吉中南百草園動物園有限公司[2]
  - 金華龍宝動物園[2]
- 江西省
  - 南昌市動物園管理処[2]
  - 甘棠公園[2]
  - 贛州森林動物園[2]
  - 春台動物園[2]
- 福建省
  - 福州動物園[2]
  - 海峡（福州）大熊猫研究交流中心[2]
  - 南平市城市公園管理処[2]
  - 三明市動物園[2]
  - 厦門市思明区園林緑化管理中心[2]
  - 莆田市福祥動物園有限公司[2]
  - 福建梅花山華南虎繁育研究所[2]
  - 漳州市上街動物園[2]
  - 龍岩市閩西野生動物保護園[2]
  - 福建錦宏実業有限公司[2]
  - 厦門中非世野野生動物園有限公司[2]
- 広東省
  - 広州動物園[2]
  - 汕頭市中山公園[2]
  - 深圳野生動物園[2]
  - 湛江寸金動物園[2]
  - 佛山市中山公園[2]
  - 白雲山鳴春谷[2]
  - 茂名市野生動物救護研究中心[2]
  - 広州番禺香江野生動物世界[2]
  - 広東粤北華南虎省級自然保護区[2]
  - 肇慶星湖園林建設管理所[2]
  - 広東長鹿環保度假農荘[2]
  - 東莞香市動物園[2]
  - 紫馬嶺動物園[2]
  - チェムロンサファリパーク
- 広西チワン族自治区
  - 南寧動物園[2]
  - 桂林北斗七星動物園[2]
  - 梧州市園林動植物研究所[2]
  - 梧州市動物園[2]
  - 柳州市動物園[2]
- 湖南省
  - 長沙市生態動物園[2]
  - 湘潭市和平公園[2]
  - 衡陽動物園[2]
  - 株州市石峰動物園[2]
  - 懐化市迎豊公園[2]
- 湖北省
  - 武漢動物園[2]
  - 十堰市人民公園[2]
  - 宜昌児童公園[2]
  - 荊州中山公園動物園[2]
  - 襄陽公園[2]
  - 海滄野生動物園[2]
- 昆明市 
  - 雲南野生動物園
- 青海省
  - 西寧野生動物園 四川省
  - 成都動物園[2]
  - 成都大熊猫繁育研究基地[2]
  - 自貢彩灯公園[2]
  - 宜賓市翠屏公園[2]
  - 内江市人民公園[2]
  - 攀枝花公園[2]
  - 達州市人民公園[2]
  - 果山公園[2]
  - 広元市鳳凰山動物園[2]
  - 碧峰峡生態動物園[2]  マカオ
  - 石排湾郊野公園
  - マカオジャイアントパンダパビリオン

## チェコ
- ブルノ動物園
- プラハ動物園
- トロヤ動物園
- リベレツ動物園
- オストラバ動物園
- ウースチーナトラベム動物園
- ドブルクラロベ動物園（ドゥブール・クラローベ動物園）
- ズーリンレシュナー動物園
- ホドニーン動物園
- イフラヴァ動物園
- ズリーン動物園
- ピルゼン動物園
- オロモウツ動物園
- ホムトフ動物園
- ホドニーン動物園
- ジェチーン動物園
- タボール動物園
- 動物園パークビシュコフ
- アクアテラ

## チベット
- チベット高原野生動物園

## チュニジア
- ベルベデーレ動物園

## チリ
- チリ国立動物園（英語版）
- メトロポリタン動物園
- ブイン動物園
- サンティアゴ動物園
- サファリ・ ライオン・ズー
- パルケサファリ
- チリサファリパーク（パーク・サファリ動物園）

## デンマーク
- オーデンセ動物園（英語版）
- オールボー動物園（英語版）
- コペンハーゲン動物園（英語版）
- ムンクホルム動物園
- ギルシュクド動物園
- ギブスカッド動物園
- ブラバン動物園
- スケープ動物園
- ジルランズパーク動物園
- テラリウム爬虫類動物園
- クロコダイル動物園
- ホブロミニ動物園
- グルドボリグース動物園＆植物園
- ファンパーク
- リーパーク・サファリ
- クヌーテンボーサファリパーク
- スカンジナビアワイルドライフパーク（スカンジナヴィア野生動物公園）

## ドイツ
- アーヘン動物園（ドイツ語版）
- ハノーファー動物園（英語版）
- フランクフルト動物園
- ハーゲンベック動物園
- ベルリン動物園
- ベルリン動物公園
- ティアーパーク・ベルリン
- ティアパーク・ノルトホルン
- オスナブリュック動物園
- オルダーディッセン動物園
- ツォーム・エアレープニスヴェルト（ドイツ語版）
- ザーバブルク動物園
- ヴッパータール動物園
- ドルトムント動物園
- カールスルーエ動物園
- ヘラブルン動物園
- ミュンスター動物園
- ミュンヘン動物園
- ケルナー動物園（ケルン動物園）
- ライプツィヒ動物園
- エルフルト動物園
- チューリンゲン動物園
- ニュールンベルク動物園
- クレーフェルト動物園
- コトブス動物園
- マクデブルク動物園
- ロストック動物園
- ハレ動物園
- ドレスデン動物園
- ザールブリュッケン動物園
- ノインキルヒェン動物園
- エーベルスヴァルデ動物園
- デュイスブルク動物園
- ケムニッツ動物園
- ドルトムント動物園
- ホイヤースヴェルダ動物園
- ハノーバー動物園
- ブレーマーハーフェン臨海動物園
- アウクスブルク動物園
- ヴィルヘルマ動物園
- バート・ピルモント動物園
- アッシャースレーベン動物園
- ドレスデン動物園
- ハイデルベルク動物園
- シュトラールズント動物園
- オペル動物園
- ランダウ動物園
- エルレブニスヴェルト動物園
- ノイミュンスター動物園
- カールスルーエ動物園
- アウエ動物園
- ゲットルフ動物園
- シュウェリン動物園
- マルロー動物園
- エーバースワルデ動物園
- シュプリンゲ動物園
- ハノーファー体験動物園
- ゲルゼンキルヒェン動物園
- アイフェル動物園
- マグデブルク動物園
- ナトゥール動物園
- アルヴェッター動物園
- テーマパーク動物園 ZOOM
- ヘルツォーゲンリート公園
- エークホルト野生公園
- ヴィルドパーク・ポイング
- ティーアガルテンシュトラウビング
- ワルスロード鳥類園
- ヴァルスローデ鳥類園
- セレンゲティ公園動物園
- 野生動物公園プフォルツハイム
- アクアズーデュッセルドルフ
- アルテ・ファザネリ
- ティーアガルテンシュトラウビング
- ゾーム・エルレブニスヴェルト
- ヤーダーパーク
- フォーゲルパーク
- ホーデンハーゲン・セレンゲティパーク
- シュトゥーケンブロック・サファリパーク動物園
- ツォー・ファッハマルクト・ブレントレ - ティアーベーダル・コンスタンツ - アクヴァリスティク・ショップ・コンスタンツ - コンスタンツ動物園

## トルコ
- アンカラ動物園（英語版）
- イズミル野生動物公園
- タルスス自然公園

## ニカラグア
- ニカラグア国立動物園

## ニューカレドニア
- ミッシェルコルバソン動植物園

## ニュージーランド
- ウェンリントン動物園（英語版）
- オークランド動物園
- ハミルトン動物園（英語版）
- ブルックランズ動物園
- ネイチャーランド動物園
- ウィローバンク野生動物公園
- オラナ野生動物公園
- ザイオン野生動物公園
- キーウィバードライフパーク
- レインボースプリングス

## ネパール
- ネパール中央動物園
- チトワン国立公園

## ノルウェー
- クリスチャンサン動物園（英語版）
- ポーラーパーク

## パキスタン
- イスラマバード動物園（英語版）
- カラチ動物園（英語版）
- カラチサファリパーク
- ラホール動物園
- ラホールサファリ動物園
- サファリ動物園
- バハワルプール動物園
- ペシャーワル動物園
- ラニー・バック動物園
- レイク・シティ・ミニ動物園
- バーア・エンクレーブ動物園
- D.G.カーン動物園
- ダンズー・デイ・アンド・ナイト・ズー
- ロヒ・バーリ・サファリ・パーク
- ロヒ・バー・ワイルドライフ・パーク

## パナマ
- エル ニスペロ動物園
- サファリックス動物園
- サミット動物園
- ラケルアーク

## パラグアイ
- アスンシオン動物園

## パレスチナ自治区
- ガザ動物園（英語版）
- カルキリヤ動物園
- マラーランド動物園
- アルビザン動物園
- アカディアナ動物園

## ハワイ
- ホノルル動物園
- パナエワ・レインフォレスト動物園（パナエワ熱帯雨林動物園）

## ハンガリー
- ブダペスト動植物園（英語版）
- ミシュコルツ動物園（英語版）
- セゲド動物園
- ジェンジェジュ動物園
- ソスト動物園
- デブレツェン動物園
- ニーレジハーザ動物公園
- ヴァダスパーク
- べアファーム

## バングラデシュ
- ダッカ動物園（バングラデシュ動物園）
- チッタゴン動物園
- ドゥラハザラサファリパーク（バンガバンドゥシェイクムジブサファリパーク）

## フィリピン
- アークアビロン動物園
- アヴィロン動物園（英語版）
- マニラ動植物園
- マラボン動物園
- セブ動物園
- バルアルテ動物園
- AYレイエス動植物園
- バルワーティ・リゾートアンド・ミニ動物園
- シリマンズー
- ネグロス・フォレスト・パーク
- レインフォレスト パーク セブ
- ズービックサファリ
- カラウィット サファリパーク
- セブ・サファリ・アンド・アドベンチャー・パーク
- クロコダイルパーク
- パイソン サンクチュアリ
- フィリピン・イーグル・センター
- ターシャ リサーチ＆ディベロップメント センター
- フィリピン ターシャ & ワイルドライフサンクチュアリ

## フィンランド
- ヘルシンキ動物園
- アフタリ動物園
- カイト動物園
- ペットティング動物園
- ラヌア・ワイルドパーク（ラヌア動物園）
- サルカンニエミ・アドベンチャーパーク

## ブラジル
- サンパウロ動物園（ポルトガル語版）
- ズー・サファリ
- グラマード動物園
- クリチバ動物園
- ニテロイ動物園
- ブラジリア動物園
- ソロカバ動物園
- リオデジャネイロ動物園
- ベロオリゾンテ動物園
- シコ・メンデス生態公園
- リオデジャネイロ霊長類センター

## ブルガリア
- ソフィア動物園（英語版）

## フランス
- パリ動物園（ヴァンセンヌ動物園）
- パリ植物園付属動物園
- バルバン動物園
- アムネビル動物園
- ボーバル動物園（ズーパーク・ドゥ・ボーバル）
- パルミール動物園
- ミュルーズ動物園
- リヨン動物園
- トワリー動物園
- クレール動物公園
- オート・トゥーシュ動物園
- フレジュス動物園
- ラフレシュ動物園
- ジュルク動物園
- セルザ 動物園
- ブザンソン動物園
- モブージュ動物園
- ポンスコルフ動物園
- ブイ動物園
- ペサック動物園
- リール動物園
- モンペリエ動物園
- バイオ動物園
- サーブル・ドロンヌ動物園
- ドゥエ・ラ・フォンテーヌ動物園
- ラ・ボアシエール・ドュ・ドール動物園
- レ・ フェラン・ド・ノー動物園
- サン・マルタン・ラプレーヌ動物園
- サント・クロワ動物園
- ラ・ヴァレ・デ・サンジュ動物園
- プラネット・エキゾチカ動物園
- シント・マールテン動物園
- スリー・ヴァレーズ動物園
- ブザンソン・シタデル動物園
- ブランフェレ動物園
- 動物園ビオトロピカ
- アランパーク動物公園
- テット・ドール公園
- ルパルクデフェリン（ネコ公園）
- プラネット・ソバージュ
- シャルダン・テ・プラント
- モンキーバレー
- アリゲーターベイ
- クロコダイルファーム
- ピレネーアニマルパーク
- トワリー・ズー・サファリ
- ポーグル・サファリパーク
- リザーブ アフリケン シジャン

## ベトナム
- ダイナム公園
- ダイナム動物園
- ハノイ動物園
- サイゴン動植物園
- ヴィンパールサファリフーコック

## ベネズエラ
- ラスデリシアス動物園
- パルケ・デル・エステ

## ベラルーシ
- ミンスク動物園（英語版）

## ベリーズ
- ベリーズ動物園（英語版）

## ペルー
- ウワチパ動物園
- キストコチャ動物園
- パルケ・デ・ラス・レジェンダス動物園

## ベルギー
- アントウェルペン動物園（英語版）
- アントワープ動物園
- オルメン動物園
- ペリダイザ動物公園
- プランケンデール動物公園
- アン・シュール・レッス

## ポーランド
- ヴロツワフ動物園(ヴロツワフ動物公園)
- オポーレ動物園（英語版）
- ワルシャワ動物園（英語版）
- ポズナニ動物園
- クラクフ動物園
- グダンスキ動物園
- オリバ動物園
- プウォツク動物園
- ザモシチ動物園
- ウッチ動物園
- シレジア動物園
- サファリ動物園
- プロック動物園
- ニュー動物園
- ボリセボサファリ動物園
- シャーロッタ動物園
- アクセント動物園
- アマゾニアオウム
- オウムマスリアントロピックス

## ボスニア
- サラエボ動物園

## ポルトガル
- リスボン動物園（英語版）
- クレイジー・ワールド － アルガルヴェ動物園（英語版）
- キンタ・デ・サント・イナシオ動物園（英語版）
- モンテ・セルヴァジェン 動物公園
- マイア動物園（英語版）
- ラゴス動物園（英語版）
- バドカ・パーク
- ロウローザ鳥類公園
- セラ ダ ロウザン生物学公園

## ホンジュラス
- ホンジュラス動物園
- ロージー・ワルテル動物園
- エル・ピカチョ市立動物園
- エコパーク（ホヤ・グランデ）

## マケドニア
- スコピエ動物園
- ビトラ動物園（英語版）

## マダガスカル
- チンバザザ動物園
- マンタディア・アンダシベ国立公園
- エコパーク・レニアラ
- レミューズ・パーク
- レムリアランド

## マレーシア
- クアラルンプール・バタフライ・パーク（英語版）
- クアラルンプール・バード・パーク（英語版）
- マラッカバードパーク
- マラッカクロコダイルファーム
- マラッカ動物園（ムラカ動物園）
- タイピン動物園（英語版）
- マレーシア国立動物園（英語版）
- ネガラ動物園
- ジョホール動物園
- ロッカウィ動物園
- クアラガンダゾウ保護センター
- ズービック・サファリ
- ブキ・ガンバン・サファリパーク
- サンウェイ・ラグーン・テーマパーク
- ランカウイ・ワイルドライフ・パーク
- マタン・ワイルドライフ・センター
- アンヴァンダイクチーターセンター
- エコパーク

## 南アフリカ
- 南アフリカ国立動物園
- ヨハネスブルグ動物園
- エンテベ動物園
- アクラ動物園
- カンゴー野生動物園
- ブルームフォンテーン動物園
- プレトリア動物園
- ムボグベッツィ動物園
- リンベ野生動物園
- ライオンスプルート動物保護区
- カパマ私営動物保護区
- カマイ爬虫類園
- 派虫類園クロックシティ（ズールクロック）
- サイ牧場
- ライオンパーク
- ボスコピライオンファーム
- ライオンズロック・ビッグ・キャット・サンクチュアリ
- アン・バン・ダイクチーターセンター
- モホロホロ・ワイルドライフリハビリテーション・センター
- ウガンダ・ワイルドライフ・コンサベーション・エデュケーション・センター（ウガンダ野生生物教育センター・エンテベ動物園）
- ナショナルズーロジカルガーデンズ
- ナイロビ・サファリ・ウォーク
- ベスターバーズアンドアニマルズーパーク
- アフリカワイルドアニマルパーク
- ゲームロッジパーク
- マフニャンゲームリザーブ
- リビングデザートスネークパーク
- クロコダイルパーク
- デカンルフュージュ
- ワールド・オブ・バード

## ミャンマー
- ヤダナボン動物公園（英語版）
- ネピドー動物園
- ヤンゴン動物園

## メキシコ
- アフリカン・サファリ（英語版）
- ズーファリ
- ビオパルケ・エストレージャ・サファリパーク
- グアダラハラ動物園（英語版）
- レオン動物園（英語版）（ズー・レオン）
- サカンゴ動物園（サカンゴ自然公園）
- アフリカ・ビオ動物園
- リオグランデ動物園
- チャプルテペック動物園
- テオティワカン動物園
- サンホルヘ動物園
- クロコダン動物園
- アルティプラーノ動物園
- ベニートフアレス動物園
- イラプアト動物園
- ワメル動物園
- クリアカン動物園
- サンフアン・デ・アラゴン動物園
- ミゲルアルヴァレスデルトロ動物園
- ツォオファリ動物園（ツォオファリ）
- ラ・パストーラ動物園（モンテレイ動物園）
- アフリカ・ビオ動物園
- ベリーズ動物園
- ミニ動物園デピオバランバルテリ
- ハグアロウンディ自然公園
- ラベンタ遺跡公園
- ロスヴェナドス公園
- レイノ・アニマル
- ヘルペタリオパトロールアニマル
- テフアカンクラブデロスアニマリトス
- ミュージアムオブリビングサーペントザテューレ
- エルニド
- エルソリート
- ラ・グランハ・デ・マリアナ
- ロロプエブラパーク
- エコパークアラックス
- エコリバーパーク
- ズールジコロスコヨーテ
- ズールジコ・ベニートフアレス
- ワールドファーマー＆ズー
- ワイルド・ケイニド・サバイバル・アンド・リサーチ・センター

## モロッコ
- ラバト動物園

## ヨルダン
- ガマダン動物園

## ラオス
- ラオス動物園
- ビエンチャン動物園
- クマ保護センター

## ラトビア
- リガ動物園（英語版）
- ツィールリ動物園

## リトアニア
- カウナス動物園

## リビア
- トリポリ動物園（英語版）
- ベンガジ動物園（英語版）

## ルーマニア
- ティミショアラ動物公園（英語版）
- オラデア動物園
- イリセスティ動物園

## ロシア
- ノボシビルスク動物園（英語版）
- モスクワ動物園
- レニングラード動物園（英語版）
- カリーニングラード動物園（英語版）
- エキゾチック動物園
- チェリャビンスク動物園
- ヤロスラヴリ動物園
- サハリン動物園
- ソチ動物園
- ペルミ動物園（ロシア語版）
- ペルム動物園
- リンポポ動物園（ロシア語版）
- リペツク動物園
- ロストフ動物園
- ロエフ ルチェイ動物園
- クラスノヤルスク動物園
- スタブロポリ動物園
- スタロースコルィスク動物園
- サンクトペテルブルク動物園
- ウドムルト共和国動物園
- オクチャブリスキー動物園
- サドゴロド動物園
- コフチェグ動物園
- エカテリンブルク動物園
- ヤクーツク動物園
- イジェフスク動物園
- サランクス動物園
- サマーラ動物園
- プリモルスキーサファリパーク
- ゲレンジーク・サファリパーク
- サファリパーク・タイガン（タイガンライオンズパーク）
- エコパーク
- トゥーラエコタリウム